# Estación Chiminangos
Chiminangos es una de las estaciones del Sistema Integrado de Transporte MIO de la ciudad de Cali, inaugurado en el año 2008.

## Ubicación
Se encuentra ubicada en el norte de la ciudad en la intersección de la carrera 1 y la calle 62, cerca de los centros comerciales Colón Plaza, Ideo, Calima y de la institución educativa INEM Jorge Isaacs. La zona que rodea la estación es eminentemente residencial, aunque en sus cercanías se pueden encontrar fábricas en la zona de Flora Industrial.

## Historia
El 28 de marzo de 2009 inició operación la estación Chiminangos junto con las estaciones Flora Industrial, Salomia, Popular y Torre de Cali de la troncal de la carrera 1, siendo atendida inicialmente por la ruta troncal T31, la ruta expresa E31 y las rutas alimentadoras A31 y A32. Aunque esta estación no fue concebida como terminal, retrasos en la construcción de la Terminal Paso del Comercio (anteriormente Calima) causaron que debiera servir esta función, presentando congestión debido a la alta demanda de usuarios en horas pico. Por lo anterior, entre mayo de 2012 y agosto de 2013 se realizó la construcción de un segundo vagón en el costado norte para incrementar la capacidad de la estación, y mientras se realizaba esta adecuación se hizo necesario redistribuir la carga de pasajeros que llegaba a esta estación por medio de rutas pretroncales y alimentadoras hacia otras estaciones aledañas.
La estación sufrió graves afectaciones en el marco del Paro nacional de 2021 al ser vandalizada e incinerada, permaneciendo cerrada por un año hasta el 28 de abril de 2022 cuando fue puesta al servicio nuevamente.

## Características
La estación tiene solo una vía de acceso peatonal por la calle 62. Inicialmente contaba con un solo vagón, pero debido a que estuvo funcionando temporalmente como estación de cabecera, se hizo necesaria la construcción de un segundo vagón para manejar la alta demanda de usuarios. Ambos poseen puertas de acceso en ambos sentidos de la vía, sumando un total de cuatro puertas. Cuenta con paraderos sobre la carrera 1 afuera de la estación a ambos lados de la misma y designados para la integración virtual con las rutas alimentadoras que llegan a ella (A36). Al estar supliendo la ausencia de la terminal Paso del Comercio hasta su construcción, no solo recibía pasajeros de los sectores de Calima, Chiminangos, Floralia, Los Guaduales, Paso del Comercio, Los Alcázares y Calimío Norte, sino también de municipios aledaños a la ciudad como Palmira, Pradera, El Cerrito, entre otros.

## Servicios de la estación

### Rutas troncales
| Ruta | Estación Origen                        | Estación Destino             | Sentido (N/S) |
| ---- | -------------------------------------- | ---------------------------- | ------------- |
| E37  | Terminal Paso del Comercio Cra 1 Cl 71 | Unidad Deportiva Cl 5 Cra 52 | Ambos         |
| T31  | Terminal Paso del Comercio Cra 1 Cl 71 | Universidades Cra 100 Cl 16  | Ambos         |

### Rutas pretroncales
| Ruta | Origen                      | Trayecto                                        | Destino                            |
| ---- | --------------------------- | ----------------------------------------------- | ---------------------------------- |
| P42  | Terminal Menga Av 3N Cl 70N | Cl 70N - Paso del Comercio - Av. Ciudad de Cali | Terminal Andrés Sanín Cl 75 Cra 19 |

### Rutas alimentadoras
| Ruta | Origen               | Trayecto                               | Destino    |
| ---- | -------------------- | -------------------------------------- | ---------- |
| A36  | Inicio del recorrido | Cl 66 - Cl 70 - Cra 2 - Cl 62 - Cl 62B | Guayacanes |